# 惡魔城方塊 夜之再演
《惡魔城方塊 夜之再演》是一款由Konami開發兼發行的益智游戏，為《惡魔城》系列的衍生作品；當中收錄了含阿魯卡多在內的《惡魔城X 月下夜想曲》角色，同時也是該遊戲的复刻。該遊戲於2010年7月21日在iOS上發布，並於2011年1月18日在Windows Phone上發布。